# Tazón de Campeones 2017
El Tazón de Campeones 2017 se jugó entre los Pumas CU UNAM, campeones de la ONEFA y los Borregos Salvajes ITESM Toluca, campeones de la CONADEIP. Borregos Toluca ganó el partido por marcador de  16–15. Jhovany Haro, receptor de los Borregos, fue nombrado el Jugador Más Valioso del partido.

## Antecedentes

### Sede
Conforme a lo establecido por los organizadores del Tazón de Campeones, la sede del partido se alterna entre el campeón de la ONEFA y el campeón de la CONADEIP. Este año, el turno tocó al campeón de la CONADEIP. Pese a la petición de aficionados de jugar el partido en una sede con mayor aforo, se decidió finalmente que el partido se jugaría en La Congeladora, casa de los Borregos Toluca.

### Equipos
Los equipos que disputaban el Tazón de Campeones eran los Pumas CU campeones de la ONEFA, después de derrotar a los Auténticos Tigres UANL,  y los Borregos Toluca, campeones de la CONADEIP, tras vencer a los Aztecas UDLA en la final de la Conferencia Premier.
La última vez que estos dos equipos se enfrentaron fue en 2007, en el Estadio Olímpico Universitario con victoria de 36–27 para los Borregos Toluca.

## Resumen
Segundo cuarto
- UNAM TD Daniel de Juambelz pase de 14 yardas a Ricardo Sainz, (patada buena de Diego Reyes) (0:31) UNAM 7–0

Tercer cuarto
- Toluca Enrique Yenny gol de campo de 42 yardas (08:22) UNAM 7–3
- Toluca Yenny gol de campo de 22 yardas (01:03) UNAM 7–6

Cuarto cuarto
- Toluca Yenny gol de campo de 27 yardas (13:28) Toluca 9–7
- UNAM TD de Juambelz pase de 37 yardas a Sainz, (conversión de 2 puntos buena, pase de 5 yardas de Hugo Campos a Francisco Espinosa) (01:52) UNAM 15–9
- Toluca TD Maximiliano Lara pase de 20 yardas a Jhovany Haro, (patada buena de Yenny) (00:46) Toluca 16–15

## Estadísticas
| Estadísticas              | Borregos Toluca | Pumas CU |
| ------------------------- | --------------- | -------- |
| Primeros y Diez           | 14              | 20       |
| Jugadas/Yardas            | 70/398          | 71/341   |
| Jugadas/Yardas por tierra | 37/92           | 25/87    |
| Jugadas/Yardas por aire   | 33/306          | 46/254   |